# Karen Percy
Karen Lynne Percy (Edmonton, 10 de octubre de 1966) es una deportista canadiense que compitió en esquí alpino.
Participó en los Juegos Olímpicos de Calgary 1988, obteniendo dos medallas de bronce, en las pruebas de descenso y supergigante.
Ganó una medalla de plata en el Campeonato Mundial de Esquí Alpino de 1989, en la prueba de descenso. En la Copa del Mundo consiguió cinco podios en total.
Fue admitida en el Salón de la Fama de Canadá en 1994 y fue nombrada miembro de la Orden de Canadá en 1988.

## Palmarés internacional
| Juegos Olímpicos   | Juegos Olímpicos      | Juegos Olímpicos  | Juegos Olímpicos |
| Año                | Lugar                 | Medalla           | Prueba           |
| ------------------ | --------------------- | ----------------- | ---------------- |
| 1988               | Calgary (Canadá)      | Medalla de bronce | Descenso         |
| 1988               | Calgary (Canadá)      | Medalla de bronce | Supergigante     |
| Campeonato Mundial |                       |                   |                  |
| Año                | Lugar                 | Medalla           | Prueba           |
| 1989               | Vail (Estados Unidos) | Medalla de plata  | Descenso         |